# Oorsprong van SARS-CoV-2

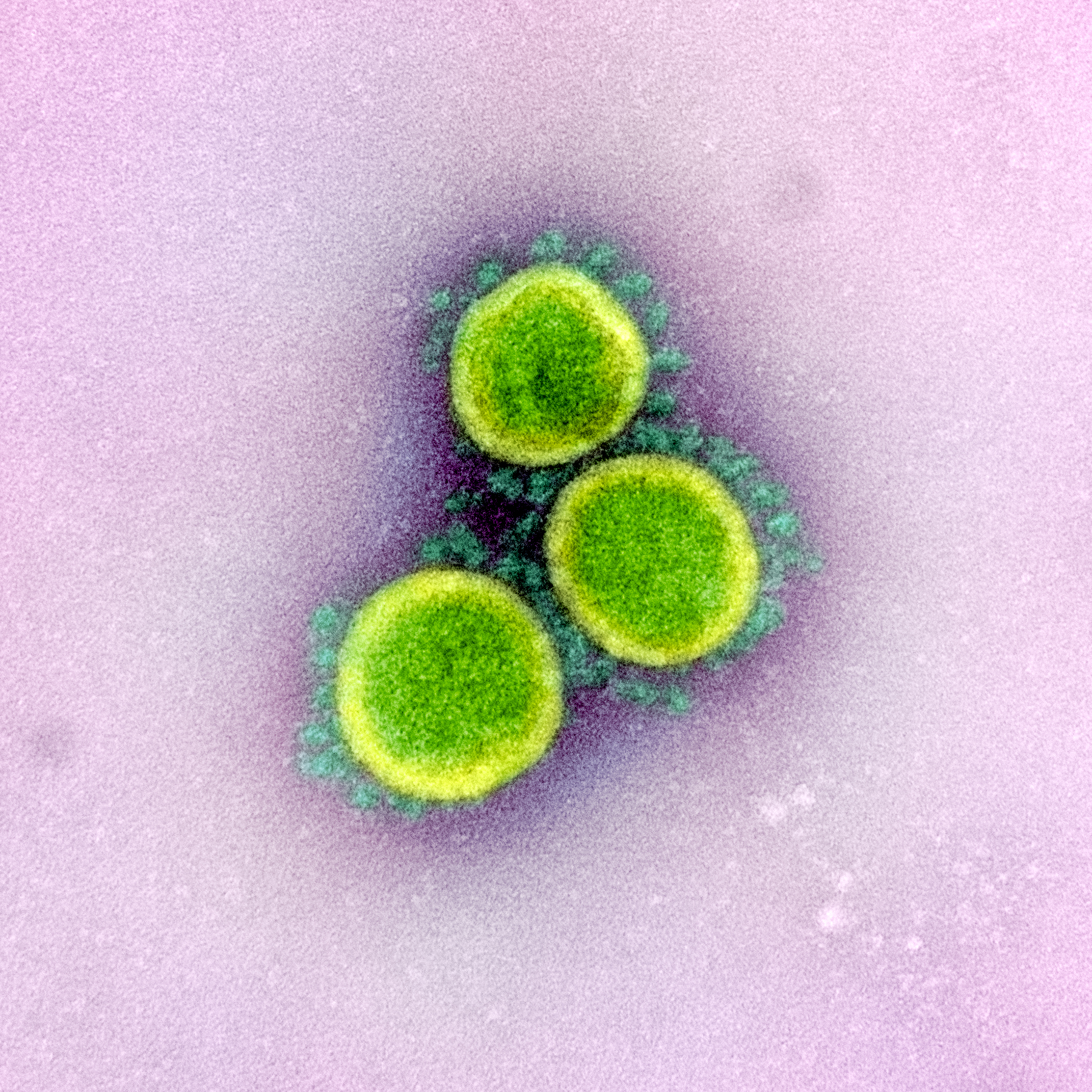
Elektronenmicroscopische opname van een SARS-CoV-2 virusdeeltje, geïsoleerd uit een coronapatiënt begin 2020

De oorsprong van het coronavirus SARS-CoV-2, dat verantwoordelijk is voor de ziekte COVID-19, is onzeker en onderwerp van maatschappelijke en wetenschappelijke discussie. Sinds het begin van de coronapandemie hebben wetenschappers, overheden en journalistieke onderzoekers geprobeerd te achterhalen waar het SARS-CoV-2-virus vandaan komt. Hoewel er veel onduidelijkheid bestaat, vermoeden de meeste wetenschappers op basis van epidemiologische en genetische gegevens dat het coronavirus van een dierlijke gastheer op de mens is overgesprongen. De eerste meldingen van de uitbraak kwamen van een vismarkt in Wuhan in december 2019; een plek waar levende dieren werden verhandeld die het virus mogelijk met zich meedroegen.
Andere verklaringen, zoals de theorie dat SARS-CoV-2 per ongeluk of opzettelijk uit een laboratorium is ontsnapt, zijn eveneens voorgesteld. In Wuhan ligt een groot virologisch onderzoeksinstituut waar experimenteel onderzoek aan coronavirussen werd verricht. De aanwezigheid van dit instituut leidde tot vragen over de mogelijkheid van een onbedoelde of moedwillige verspreiding. De discussie hierover kreeg een gepolitiseerd karakter, en werd gevoed door het ontbreken van direct bewijs, verschillen in transparantie van betrokken partijen en de brede impact van de pandemie op de samenleving.
Net als bij de SARS-CoV-1-uitbraak van 2002 kunnen pogingen om de exacte geografische en dierlijke oorsprong van SARS-CoV-2 te achterhalen jaren duren, en mogelijk geen duidelijke uitkomst opleveren. De verdeeldheid in het debat heeft wetenschappers en critici ertoe gebracht te pleiten voor een objectieve benadering, met minder politieke druk en meer ruimte voor onafhankelijk onderzoek en openheid tot verschillende hypothesen.